# Wafa Mouelhi
Pour les articles homonymes, voir Mouelhi.
Wafa Mouelhi, née le 6 novembre 1980, est une athlète tunisienne, spécialiste de la marche athlétique.

## Carrière
Elle est médaillée de bronze du 10 kilomètres marche aux championnats d'Afrique de marche en 1999 à Boumerdès.